# Marco Marsilio
Marco Marsilio (Roma, 17 febbraio 1968) è un politico italiano, dal 23 febbraio 2019 presidente della Regione Abruzzo.
È stato deputato alla Camera dal 29 aprile 2008 al 14 marzo 2013 per Il Popolo della Libertà e senatore della Repubblica dal 23 marzo 2018 al 19 marzo 2019 per Fratelli d'Italia.

## Biografia
Nato il 17 febbraio 1968 a Roma, da genitori originari di Tocco da Casauria (Pescara), si è laureato in filosofia presso l'Università degli Studi di Roma "La Sapienza" ed è autore del saggio "Razzismo. Un'origine illuminista" per la casa editrice Vallecchi.
È stato, come il collega di partito Fabio Rampelli, docente a contratto di estetica, museologia e marketing applicato ai beni culturali presso l'Università Link Campus.
È sposato e ha una figlia.

## Attività politica

### Gli inizi
La militanza politica di Marsilio inizia negli anni del liceo, con l'iscrizione al Movimento Sociale Italiano (MSI) di Giorgio Almirante. Dalla fine degli anni '80 e nei primi anni '90 partecipa ai movimenti studenteschi e universitari.
Alle elezioni amministrative del 1993 viene eletto consigliere di circoscrizione della 1ª circoscrizione comunale (Centro storico) di Roma.
Nel 1995 aderisce alla svolta di Fiuggi di Gianfranco Fini che porta alla trasformazione del MSI in Alleanza Nazionale (AN), dov'è dal 1996 al 2000 vicepresidente di Azione Giovani, l'organizzazione giovanile di AN.
Collabora al rilancio del mensile Area. Ha fatto parte della commissione “circhi e spettacolo viaggiante” del Ministero dei Beni e delle Attività Culturali, e del consiglio nazionale dell'Aiccre.
Alle elezioni amministrative del 1997 si candida al consiglio comunale di Roma, tra le liste di Alleanza Nazionale a sostegno del candidato sindaco del centro-destra Pierluigi Borghini (il quale perde la tornata elettorale contro il rivale di centro-sinistra Francesco Rutelli), venendo eletto consigliere comunale e confermato nella tornate elettorali del 2001 e del 2006 (entrambe vinte sempre dal centro-sinistra con il candidato Walter Veltroni), dove ricopre l'incarico di capogruppo AN in Campidoglio ed è membro delle Commissioni Cultura, Urbanistica e della Commissione speciale per Roma Capitale.

### Deputato alla Camera

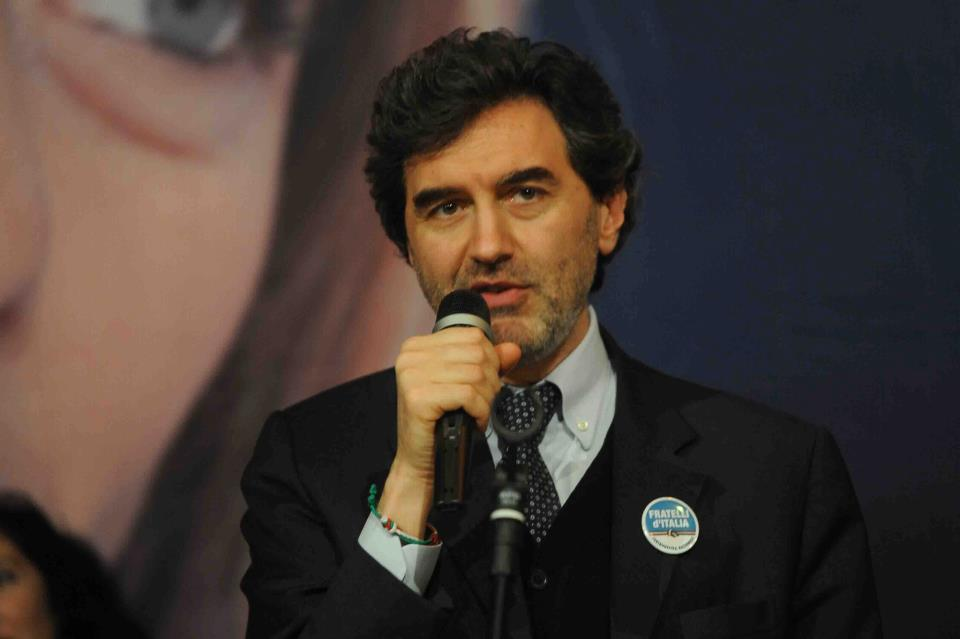
Marco Marsilio a un comizio di Fratelli d'Italia nel 2013

Alle elezioni politiche del 2008 viene candidato alla Camera dei deputati, tra le liste del Popolo della Libertà (lista elettorale dove Alleanza Nazionale confluisce) nella circoscrizione Lazio 1 in ventesima posizione, risultando eletto deputato come ultimo degli eletti. Nella XVI legislatura della Repubblica è stato componente e segretario della 5ª Commissione Bilancio, tesoro e programmazione, oltreché membro della Commissione parlamentare per l'attuazione del federalismo fiscale e della 11ª Commissione Lavoro pubblico e privato in sostituzione del Ministro per la gioventù Giorgia Meloni, dove nel corso della sua attività parlamentare è stato relatore della legge di bilancio 2011, in commissione sul decreto di riordino della Croce Rossa Italiana e di numerosi altri provvedimenti.
È stato inoltre primo firmatario della proposta di legge per l'introduzione delle primarie nella selezione dei candidati alle elezioni. Nel corso della legislatura si è occupato anche dei seguenti temi: l'obbligo di inserire le impronte digitali nella carta d'identità elettronica per garantire maggiore sicurezza ai cittadini; l'inserimento nel piano energetico nazionale della ricerca e dello sviluppo nel campo del nucleare pulito da fusione; l'indennizzo agli italiani rimpatriati dalla Libia; la tutela del servizio taxi dalle proposte di liberalizzazione; misure di sostegno al trasporto pubblico locale; le risorse per alimentare il Fondo per le case alle giovani coppie istituito dal ministro Meloni.
A dicembre 2012 partecipa alla scissione del PdL guidata da Giorgia Meloni, Ignazio La Russa e Guido Crosetto che porta alla fondazione di Fratelli d'Italia (FdI), diventando il vice-tesoriere nazionale e portavoce della costituente regionale del Lazio.
Alle elezioni politiche del 2013 viene ricandidato alla Camera, tra le liste di FdI nella circoscrizione Lazio 1, ma risultando il primo dei non eletti.

### Senatore della Repubblica
A marzo 2014 diventa segretario amministrativo di Fratelli d'Italia e nel 2015 coordinatore regionale del partito nel Lazio.
Alle elezioni politiche del 2018 viene candidato al Senato della Repubblica, tra le liste di Fratelli d'Italia nel collegio plurinominale Lazio - 02 come capolista, venendo eletto senatore. Nel corso della XVIII legislatura ha fatto parte della 5ª Commissione Bilancio e della Commissione parlamentare per l'attuazione del federalismo fiscale.

### Presidente della Regione Abruzzo

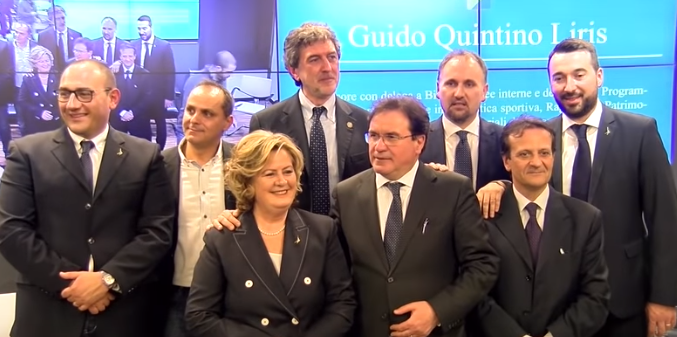
Marsilio (centro) assieme alla sua giunta regionale abruzzese nel 2019.

Il 30 novembre 2018 Ignazio La Russa, al termine di una riunione a Milano, ufficializza la candidatura di Marsilio alla presidenza della Regione Abruzzo alle elezioni regionali del 2019 per la coalizione di centro-destra, composta, oltre a Fratelli d'Italia, da Lega, Forza Italia, Azione Politica e Unione di Centro-Identità e Azione-Noi con l'Italia-Democrazia Cristiana).

Alla tornata elettorale del 10 febbraio Marsilio viene eletto presidente con il 48,03% dei voti e superando i candidati del centro-sinistra Giovanni Legnini fermo al 31,29% e del Movimento 5 Stelle Sara Marcozzi al 20,20%, diventando il primo presidente della Regione appartenente a Fratelli d'Italia; tiene per sé le deleghe in materia di ricostruzione, protezione civile, programmazione nazionale e comunitaria, politiche europee, delegazione di Roma, avvocatura regionale, stampa, affari della giunta, legislativo, indirizzo e controllo Agir, trasporti pubblici locali, mobilità, lavori pubblici, difesa del suolo e infrastrutture. Data l'incompatibilità dei due incarichi, Marsilio si dimette da senatore e al suo posto subentra Nicola Calandrini.

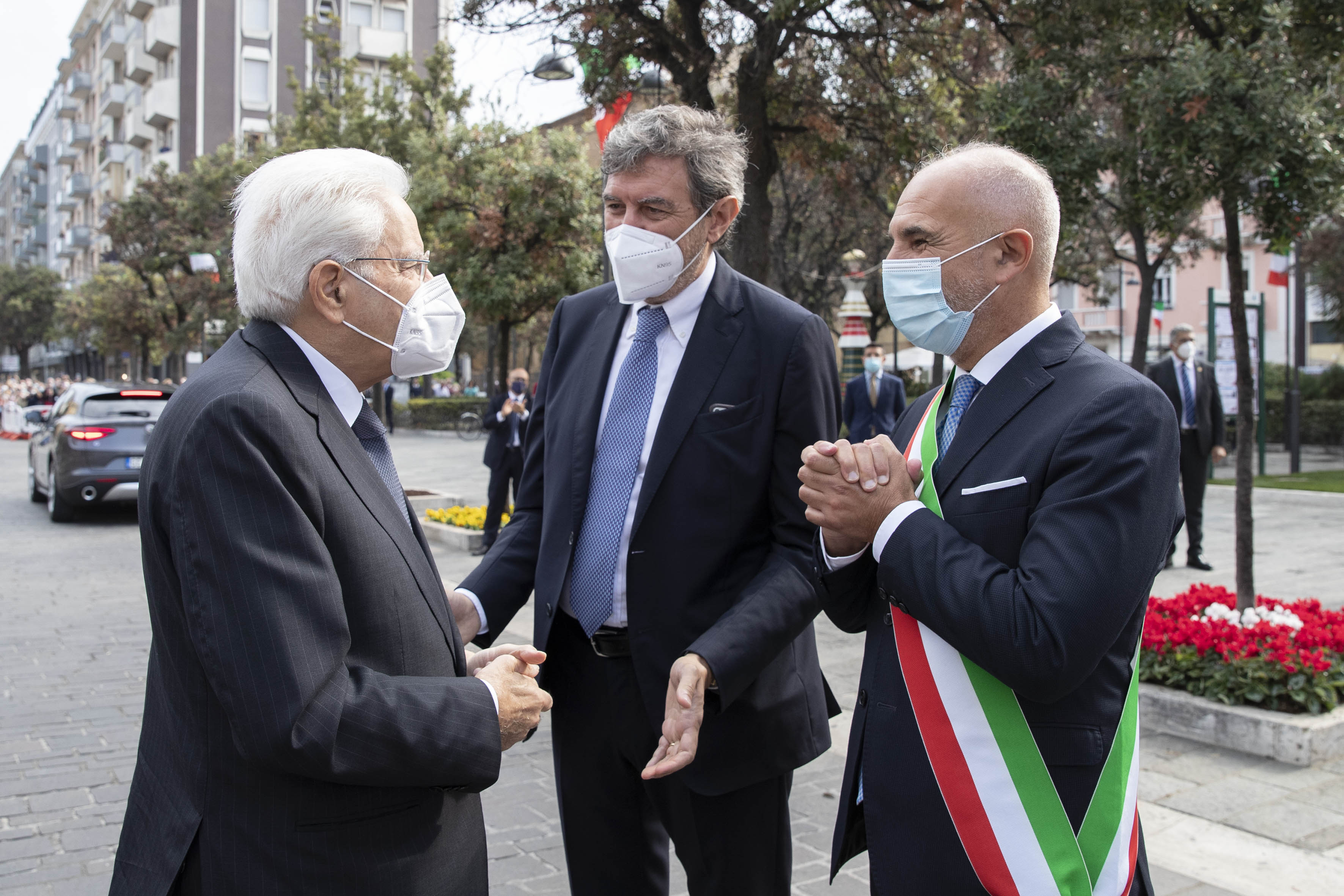
Marco Marsilio a Pescara con il Presidente della Repubblica Sergio Mattarella e il sindaco della città Carlo Masci il 28 settembre 2021.

L'11 febbraio 2020 viene eletto vicepresidente del gruppo del Partito dei Conservatori e dei Riformisti Europei (ECR), di cui Fratelli d'Italia fa parte (e di cui, nello stesso giorno, è stata eletta presidente proprio la leader di Fratelli d'Italia Giorgia Meloni), al Comitato europeo delle regioni. Il 29 giugno 2022 viene eletto, per acclamazione, presidente del gruppo ECR al Comitato europeo delle Regioni.
A maggio 2023 Marsilio annuncia la volontà di candidarsi per un secondo mandato alle successive elezioni regionali abruzzesi del 2024. Nel dicembre seguente trova la conferma della coalizione di centro-destra alla sua ricandidatura, venendo sostenuta dalle liste di FdI, Lega, Forza Italia, Noi Moderati, UdC-Democrazia Cristiana e la lista civica "Marsilio Presidente". In occasione della tornata elettorale Marsilio viene confermato per un secondo mandato con il 53,5% dei voti, staccando di sette punti percentuali il candidato del centro-sinistra Luciano D'Amico, divenendo così il primo presidente della regione Abruzzo ad essere riconfermato per un secondo mandato dall'introduzione dell'elezione diretta.

## Opere
- Razzismo. Un'origine illuminista, Firenze, Vallecchi, 2006, ISBN 88-8427-106-1.